# Жорже Фонсека
Жорже Фонсека (порт. Jorge Fonseca, нар. 30 жовтня 1992) — португальський дзюдоїст, бронзовий призер Олімпійських ігор 2020 року, чемпіон світу.

## Виступи на Олімпіадах
| Олімпіада           | Дисципліна | Місце           |
| ------------------- | ---------- | --------------- |
| Ріо-де-Жанейро 2016 | До 100 кг  | 17              |
| Токіо 2020          | до 100 кг  | 3               |
| Париж 2024          | до 100 кг  | не пройшов 1/16 |